# Linus Wahlgren
Pour les articles homonymes, voir Wahlgren.
Linus Wahlgren est un acteur et chanteur suédois, né le 10 septembre 1976 dans la paroisse de Gustavsberg, municipalité de Värmdö, comté de Stockholm.

## Biographie

### Scène
Linus Wahlgren commence très tôt sa carrière théâtrale. L'un de ses premiers rôles est celui de Skorpan dans la version théâtrale des Frères Cœur-de-lion (Bröderna Lejonhjärta) où son frère aîné, Niclas Wahlgren, jouait Jonathan. Il apparait dans des productions théâtrales telles que Rent, Stars, Grease et Lovestory. Pendant deux étés, il joue de la musique folk avec Eva Rydberg au Fredriksdalsteatern à Helsingborg. En 2008, il participe à la comédie musicale Hujeda mej vá många sånger avec Hanna Hedlund, Ola Forssmed, Bianca et Benjamin Wahlgren Ingrosso, Frida et Mimmi Sandén, Vendela Palmgren et d'autres encore. En 2017, il remporte un grand succès au Chinateatern dans le rôle du prince aîné dans la comédie musicale The Book of Mormon face à Per Andersson.

### Cinéma et télévision
Linus Wahlgren travaille également comme acteur et doubleur sur des films. Au milieu des années 1980, il prête sa voix aux dessins animés pour enfants sur l'espiègle Denis la Malice. Il prête également sa voix à Meowth dans la série télévisée d'animation japonaise Pokémon et à Emmet dans The Lego Movie. Il apparait dans 85 épisodes de la série télévisée Rederiet à la fin des années 1990 et dans deux épisodes (épisodes 3 et 9) de la série télévisée Solsidan en 2010.
En 2016, il est plébiscité pour son rôle de Johan dans la série télévisée 30° en février (30 grader i februari), un rôle controversé où il incarne un possible pédophile. Il joue également des rôles principaux dans les films Hundtricket et Mongolpiparen et apparait dans le film Göta kanal 2 – kanalkampen en 2006. En 2013, avec Tuva Novotny et Ola Rapace, il joue le rôle principal d'Eje dans l'adaptation cinématographique des livres de Maria Lang.

### Musique
En 1985, Wahlgren enregistre un single intitulé Jag är en astronaut, qui est une reprise de la chanson I am an Astronaut chantée en 1972 par Ricki Wilde.

## Famille et vie privée
Linus Wahlgren est le fils de Christina Schollin et Hans Wahlgren et le frère de Pernilla, Peter et Niclas Wahlgren. Linus Wahlgren a été marié avec la maquilleuse Jessica Wahlgren, née Johansson, avec laquelle il a eu deux enfants, une fille née en 2005 et un fils né en 2010,.

## Filmographie (sélection)
| Année     | Titre                                     | Rôle                | Notes                 |
| --------- | ----------------------------------------- | ------------------- | --------------------- |
| 1983      | G – som i gemenskap                       | Robbans lillebror   |                       |
| 1988      | Garfield et ses amis (Katten Gustaf)      |                     | série télévisée, voix |
| 1997      | Pokémon, la série                         | Meowth              | série télévisée, voix |
| 1998      | Pokémon, le film : Mewtwo contre-attaque  | Meowth              | voix                  |
| 1999      | Pokémon 2 : Le pouvoir est en toi         | Meowth              | voix                  |
| 2000      | Pokémon 3 : Le Sort des Zarbi             | Meowth              | voix                  |
| 2001      | Pokémon : Celebi, la voix de la forêt     | Meowth              | voix                  |
| 2001      | Atlantide, l'empire perdu                 | Milo                | voix                  |
| 2001      | Jimmy Neutron, un garçon génial           |                     | voix                  |
| 2002      | Les Héros Pokémon                         | Meowth              | voix                  |
| 2002      | Hundtricket                               |                     |                       |
| 2004      | Mongolpiparen                             |                     |                       |
| 2005      | Robots (Robotar)                          | Rodney Copperbottom | voix                  |
| 2005      | Den utvalde                               |                     |                       |
| 2006      | Göta kanal 2 – kanalkampen                |                     |                       |
| 2007      | Darkrai slår till                         |                     | voix                  |
| 2007      | Alvin et les Chipmunks (Alvin och gänget) | Alvin Seville       | voix                  |
| 2008      | Pokémon : Giratina et le Gardien du ciel  | Meowth              | voix                  |
| 2008      | Irene Huss – Guldkalven                   |                     |                       |
| 2009      | Scener ur ett kändisskap                  |                     |                       |
| 2009      | Arceus och livets juvel                   | Meowth              | voix                  |
| 2009      | Alvin et les Chipmunks 2                  | Alvin Seville       | voix                  |
| 2011      | Alvin et les Chipmunks 3                  | Alvin Seville       | voix                  |
| 2013      | 112 Aina                                  |                     | série télévisée       |
| 2014–2015 | Blå ögon                                  |                     |                       |
| 2015      | Alvin et les Chipmunks : À fond la caisse |                     | voix                  |
| 2016      | 30° en février (30 grader i februari)     |                     | série télévisée       |
| 2018      | Meurtres à Sandhamn                       |                     | série télévisée       |
| 2018      | Storm på Lugna gatan                      | Sten                | série télévisée       |
| 2020      | Backstrom                                 | Daniel Johnson      | série télévisée       |
| 2021      | Udda veckor                               | Jonas               | série télévisée       |
| 2021      | Max Anger – With one eye open             | Ray McKinley        | série télévisée       |

- 2013 : série de six films : rôle de Einar Bure, dit Eje :  
  - Crimes of Passion (Mördaren ljuger inte ensam)
  - Kung Liljekonvalje av dungen (sv)
  - Inte flera mord (sv) 
  - Rosor, kyssar och döden (sv) 
  - Farliga drömmar (sv) 
  - Tragedi på en lantkyrkogård (sv)
- 2020 : Partisan : Richard
- 2024 : Gudstjänst de Ludvig Gür : Theodor